# 李道英
李道英（韓語：이도영，1986年1月5日—），韓國男演員。本名白種民（백종민），2009年在《善德女王》中飾演少年真平王而受到注目，2012年改採用藝名李道英。

## 演出作品

### 電視劇
- 2005年：KBS《四捨五入2》
- 2006年：KBS《花郎戰士MARU（朝鲜语：화랑전사 마루）》飾演 元述郎
- 2007年：MBC《在我身邊》飾演 徐恩浩
- 2008年：MBC《你是誰》飾演 張東健
- 2008年：MBC《絕世女警朴真金》飾演 吳志勳
- 2009年：MBC《善德女王》飾演 真平王（少年）
- 2009年：MBC《創造情緣》飾演 閔哲浩
- 2010年：MBC Dramanet《別巡檢3》
- 2010年：MBC《欲望的火花》飾演 金成材
- 2011年：SBS《我的女兒是花兒》飾演 具俊赫
- 2012年：MBC《武神》飾演 崔竩
- 2012年：JTBC《無子無懮》飾演 安俊基
- 2016年：SBS《對，就是那樣》飾演 徐燦宇
- 2018年：SBS《能先接吻嗎？》飾演 討債男（特別出演）

### 電影
- 2009年：《閣樓大象》
- 2010年：《加油站襲擊事件2》

### MV
- 2009年：SG Wannabe《我的愛愛哭鬼》（與智妍）
- 2009年：SG Wannabe《我愛你》（與智妍）
- 2013年：G.NA《Oops!》
- 2013年：G.NA《一样的想法》

## 腳註
1. ↑  '무신' 이도영, 개명 후 토비스미디어에 새둥지 '최송현과 한솥밥'

## 外部連結
- NAVER （页面存档备份，存于）
- 李道英的X（前Twitter）